# Federația de Fotbal a Republicii Democrate Congo
Federația de Fotbal a Republicii Democrate Congo (franceză Fédération Congolaise de Football-Association) (FECOFA) este forul ce guvernează fotbalul în Republica Democrată Congo. Se ocupă de organizarea echipei naționale și a campionatului. 
În septembrie 2021, Inspectoratul General al Finanțelor susține că a stricat o încercare de delapidare a fondurilor publice. Fécofa, Asociația de Fotbal Congoleză, a fost nevoită să returneze aproape un milion de dolari SUA dobândiți în mod fraudulos. Această sumă a fost alocată inițial organizării unui eveniment sportiv.